# Coupe d'Italie de football 2011-2012
Navigation
Coupe d'Italie 2010-2011 Coupe d'Italie 2012-2013
La Coupe d'Italie de football 2011-2012 est la 65e édition de la Coupe d'Italie, la compétition commence le 6 août 2011 et se termine le 20 mai 2012, date de la finale qui se disputera au stade olympique de Rome. Comme l'édition précédente, 78 clubs participes au tournoi.
Le club vainqueur de la coupe sera directement qualifié pour la phase de groupe de la Ligue Europa 2012-2013 et non pour la phase de qualification comme lors des saisons précédentes.

## Déroulement de la compétition
Le système est le même que celui utilisé les années précédentes :
Première phase :
- 1er tour : entrés en liste de 36 clubs évoluant en Serie D, Ligue Pro 1 et Ligue Pro 2.
- 2e tour : les 18 vainqueurs du premier tour sont rejoints par les 22 clubs de Serie B.
- 3e tour : les 20 vainqueurs du deuxième tour sont rejoints par 12 clubs de Serie A.
- 4e tour : les 16 clubs restants s'affrontent.

Deuxième phase :
- Huitièmes de finale : les 8 clubs restants sont rejoints par les 8 derniers clubs restants de Serie A.
- Quarts de finale : se joue en une seule rencontre.
- Demi-finales : se joue en deux rencontres (aller et retour).
- Finale : se joue en une seule rencontre au stade olympique de Rome.

## Calendrier[1]
| Nom                                   | Date aller                                        | Date retour                                       | Équipes participantes | Équipes restantes |
| ------------------------------------- | ------------------------------------------------- | ------------------------------------------------- | --------------------- | ----------------- |
| Première phase                        |                                                   |                                                   |                       |                   |
| 1er tour                              | 6-7 août 2011                                     | 6-7 août 2011                                     | 36                    | 18                |
| 2e tour                               | 13-14 août 2011                                   | 13-14 août 2011                                   | 40                    | 20                |
| 3e tour                               | 20-21 août 2011                                   | 20-21 août 2011                                   | 32                    | 16                |
| 4e tour                               | 23-24-29-30 novembre 2011                         | 23-24-29-30 novembre 2011                         | 16                    | 8                 |
| Deuxième phase                        |                                                   |                                                   |                       |                   |
| Huitièmes de finale                   | 8-13 décembre 2011 et 10-11-12-18-19 janvier 2012 | 8-13 décembre 2011 et 10-11-12-18-19 janvier 2012 | 16                    | 8                 |
| Quarts de finale                      | 24-25-26 janvier 2012                             | 24-25-26 janvier 2012                             | 8                     | 4                 |
| Demi-finale                           | 8 février 2012                                    | 21 mars 2012                                      | 4                     | 2                 |
| Finale Stade olympique de Rome (Rome) | 20 mai 2012                                       | 20 mai 2012                                       | 2                     | 1                 |

## Équipes participantes
| Serie A (20 équipes) | Serie B (22 équipes) | Ligue Pro 1 (24 équipes) | Ligue Pro 2 (3 équipes) | Serie D (9 équipes)    |
| -------------------- | -------------------- | ------------------------ | ----------------------- | ---------------------- |
| Atalanta Bergamasca  | AlbinoLeffe          | Avellino 1912            | Alexandrie              | Bacoli Sibilla Flegrea |
| Bologne              | Ascoli               | Barletta                 | L'Aquila                | Casertana              |
| Cagliari             | Bari                 | Bénévent                 | Pro Patria              | Castel Rigone          |
| Catane               | Brescia              | Carpi                    |                         | Pomigliano             |
| Cesena               | Cittadella           | Carrarese                |                         | Pontedera              |
| Chievo Verona        | Crotone              | Côme                     |                         | Saint-Christophe       |
| Fiorentina           | Empoli               | Feralpi Salò             |                         | Tamai                  |
| Genoa                | Grosseto             | Foggia                   |                         | Teramo                 |
| Inter Milan          | Gubbio               | Frosinone                |                         | Voghera                |
| Juventus             | Juve Stabia          | Latina                   |                         |                        |
| Lazio Rome           | Livourne             | Lumezzane                |                         |                        |
| Lecce                | Modène               | Plaisance                |                         |                        |
| Milan                | Nocerina             | Pise                     |                         |                        |
| Naples               | Padoue               | Portogruaro-Summaga      |                         |                        |
| Novare               | Pescara              | Prato                    |                         |                        |
| Palerme              | Reggina              | Reggiana                 |                         |                        |
| Parme                | Sampdoria            | Syracuse                 |                         |                        |
| Rome                 | Sassuolo             | Sorrente                 |                         |                        |
| Sienne               | Torino               | Spezia                   |                         |                        |
| Udinese              | Varèse               | Tarente                  |                         |                        |
|                      | Verone               | Trapani                  |                         |                        |
|                      | Vicenza              | Triestina                |                         |                        |
|                      |                      | Tritium                  |                         |                        |
|                      |                      | Virtus Lanciano          |                         |                        |

## Résultats

### Premier tour
Les matchs se sont déroulés le samedi 6 et dimanche 7 août 2011, 36 clubs ont participé à ce tour (27 clubs de Ligue Pro 1 et de Ligue Pro 2 et 9 clubs de Serie D). Castel Rigone, est le seul club de Serie D (5e division) a accédé au second tour.
| Division    | Club                | Score              | Club                   | Division    |
| ----------- | ------------------- | ------------------ | ---------------------- | ----------- |
| Ligue Pro 1 | AC Reggiana         | 1 - 2              | Carpi FC               | Ligue Pro 1 |
| Ligue Pro 1 | Sorrente            | 4 - 1              | Tamai                  | Serie D     |
| Ligue Pro 1 | AC Pisa             | 3 - 0              | Bacoli Sibilla Flegrea | Serie D     |
| Ligue Pro 1 | Plaisance FC        | 3 - 0              | Pontedera              | Serie D     |
| Ligue Pro 2 | Alexandrie          | 1 - 0              | US Casertana           | Serie D     |
| Ligue Pro 1 | Calcio Côme         | 1 - 2              | AC Prato               | Ligue Pro 1 |
| Ligue Pro 1 | US Latina           | 0 - 1              | L'Aquila               | Ligue Pro 2 |
| Ligue Pro 1 | US Triestina        | 2 - 0              | AC Voghera             | Serie D     |
| Ligue Pro 1 | Virtus Lanciano     | 1 - 2              | Castel Rigone          | Serie D     |
| Ligue Pro 1 | AC Lumezzane        | 4 - 1              | Pro Patria             | Ligue Pro 2 |
| Ligue Pro 1 | US Syracuse         | 1 - 0              | Teramo                 | Serie D     |
| Ligue Pro 1 | Frosinone           | 3 - 0              | Pomigliano             | Serie D     |
| Ligue Pro 1 | Barletta            | 0 - 1              | Carrarese              | Ligue Pro 1 |
| Ligue Pro 1 | US Foggia           | 3 - 0              | Trapani                | Ligue Pro 1 |
| Ligue Pro 1 | Spezia              | 3 - 0              | Saint-Christophe       | Serie D     |
| Ligue Pro 1 | Portogruaro-Summaga | 0 - 3              | AS Avellino 1912       | Ligue Pro 1 |
| Ligue Pro 1 | Feralpi Salò        | 1 - 2              | AS Tarente             | Ligue Pro 1 |
| Ligue Pro 1 | Bénévent            | 1 - 1 (5-4 t.a.b.) | Tritium                | Ligue Pro 1 |

### Deuxième tour
Les matchs se sont déroulés le samedi 13 et dimanche 14 août 2011, 40 clubs ont participé à ce tour (15 clubs de Ligue Pro 1 puis 2 clubs de Ligue Pro 2 et 1 club de Serie D). Les 22 clubs de Serie B font leurs entrés dans le tournoi.
| Division | Club          | Score                | Club             | Division    |
| -------- | ------------- | -------------------- | ---------------- | ----------- |
| Serie B  | Padoue        | 4 - 2                | Carpi FC         | Ligue Pro 1 |
| Serie B  | FC Crotone    | 1 - 0                | Sorrente         | Ligue Pro 1 |
| Serie B  | AS Cittadella | 3 - 2 a.p.           | AC Pisa          | Ligue Pro 1 |
| Serie B  | Empoli FC     | 4 - 1                | Plaisance FC     | Ligue Pro 1 |
| Serie B  | UC Sampdoria  | 3 - 2 a.p.           | Alexandrie       | Ligue Pro 2 |
| Serie B  | US Grosseto   | 3 - 2                | AC Prato         | Ligue Pro 1 |
| Serie B  | US Sassuolo   | 2 - 1                | Juve Stabia      | Serie B     |
| Serie B  | Vicenza       | 1 - 2                | Verona FC        | Serie B     |
| Serie B  | Brescia       | 5 - 0                | L'Aquila         | Ligue Pro 2 |
| Serie B  | Pescara       | 2 - 2 (11-12 t.a.b.) | US Triestina     | Ligue Pro 1 |
| Serie B  | AlbinoLeffe   | 2 - 1                | Castel Rigone    | Serie D     |
| Serie B  | Torino FC     | 1 - 0                | AC Lumezzane     | Ligue Pro 1 |
| Serie B  | AS Livourne   | 3 - 1                | US Syracuse      | Ligue Pro 1 |
| Serie B  | Modène FC     | 4 - 0                | Frosinone        | Ligue Pro 1 |
| Serie B  | Reggina       | 1 - 0                | Carrarese        | Ligue Pro 1 |
| Serie B  | Nocerina      | 2 - 0                | US Foggia        | Ligue Pro 1 |
| Serie B  | AS Bari       | 1 - 0                | Spezia           | Ligue Pro 1 |
| Serie B  | AS Varèse     | 0 - 1                | AS Avellino 1912 | Ligue Pro 1 |
| Serie B  | Ascoli        | 3 - 1 a.p.           | AS Tarente       | Ligue Pro 1 |
| Serie B  | AS Gubbio     | 2 - 2 (5-4 t.a.b.)   | Bénévent         | Ligue Pro 1 |

### Troisième tour
Les matchs se sont déroulés le samedi 20 et dimanche 21 août 2011, 32 clubs ont participé à ce tour (18 clubs de Serie B et 2 clubs de Ligue Pro 1), 12 clubs de Serie A font leurs entrés dans le tournoi.
| Division | Club                | Score              | Club             | Division    |
| -------- | ------------------- | ------------------ | ---------------- | ----------- |
| Serie A  | Bologne FC          | 2 - 1              | Padoue           | Serie B     |
| Serie A  | US Lecce            | 0 - 2              | FC Crotone       | Serie B     |
| Serie A  | AC Fiorentina       | 2 - 1              | AS Cittadella    | Serie B     |
| Serie B  | Empoli FC           | 2 - 1              | UC Sampdoria     | Serie B     |
| Serie A  | Parma FC            | 4 - 1              | US Grosseto      | Serie B     |
| Serie B  | US Sassuolo         | 3 - 3 (5-7 t.a.b.) | Verona FC        | Serie B     |
| Serie A  | Catane              | 2 - 1              | Brescia          | Serie B     |
| Serie A  | Novare              | 4 - 0              | US Triestina     | Ligue Pro 1 |
| Serie A  | Cagliari            | 5 - 1              | AlbinoLeffe      | Serie B     |
| Serie A  | AC Sienne           | 1 - 0              | Torino FC        | Serie B     |
| Serie A  | Chievo Verona       | 1 - 0              | AS Livourne      | Serie B     |
| Serie B  | Modène FC           | 2 - 1              | Reggina          | Serie B     |
| Serie A  | Genoa CFC           | 4 - 3              | Nocerina         | Serie B     |
| Serie B  | AS Bari             | 4 - 0              | AS Avellino 1912 | Ligue Pro 1 |
| Serie A  | AC Cesena           | 1 - 0 a.p.         | Ascoli           | Serie B     |
| Serie A  | Atalanta Bergamasca | 3 - 4              | AS Gubbio        | Serie B     |

### Quatrième tour
Les matchs se sont déroulés le mercredi 23, jeudi 24, mardi 29 et mercredi 30 novembre 2011, les 16 clubs vainqueurs du tour précédent (10 clubs de Serie A et 6 clubs de Serie B) s'affrontent. Aucune entrée dans ce tour.
| Division | Club          | Score      | Club       | Division |
| -------- | ------------- | ---------- | ---------- | -------- |
| Serie A  | Bologne FC    | 4 - 2      | FC Crotone | Serie B  |
| Serie A  | AC Fiorentina | 2 - 1      | Empoli FC  | Serie B  |
| Serie A  | Parma FC      | 0 - 2      | Verona FC  | Serie B  |
| Serie A  | Catane        | 2 - 3      | Novare     | Serie A  |
| Serie A  | Cagliari      | 1 - 2      | AC Sienne  | Serie A  |
| Serie A  | Chievo Verona | 3 - 0      | Modène FC  | Serie B  |
| Serie A  | Genoa CFC     | 3 - 2 a.p. | AS Bari    | Serie B  |
| Serie A  | AC Cesena     | 3 - 0      | AS Gubbio  | Serie B  |

### Huitièmes de finale
Les 8 derniers clubs de Serie A font leurs entrés dans la compétition (du fait qu'ils jouent des compétitions européennes). Les matchs des huitièmes de finale se sont déroulés le jeudi 8 et le mardi 13 décembre 2011, les autres rencontres se sont jouées le mardi 10, mercredi 11, jeudi 12, mercredi 18 et jeudi 19 janvier 2012.
| Division  | Club          | Résultat        | Club          | Division  | Lieu                           | Date, heure       |
| --------- | ------------- | --------------- | ------------- | --------- | ------------------------------ | ----------------- |
| (Serie A) | Juventus      | 2 - 1ap         | Bologne FC    | (Serie A) | Juventus Stadium (Turin)       | 8 décembre, 21h   |
| (Serie A) | US Palerme    | 4 - 4, 0 - 3tab | AC Sienne     | (Serie A) | Stade Renzo-Barbera (Palerme)  | 13 décembre, 21h  |
| (Serie A) | SS Lazio Rome | 3 - 2           | Verona FC     | (Serie B) | Stade olympique de Rome (Rome) | 10 janvier, 21h   |
| (Serie A) | Udinese       | 1 - 2           | Chievo Verona | (Serie A) | Stade Friuli (Udine)           | 11 janvier, 17h30 |
| (Serie A) | AS Rome       | 3 - 0           | AC Fiorentina | (Serie A) | Stade olympique de Rome (Rome) | 11 janvier, 20h45 |
| (Serie A) | SSC Naples    | 2 - 1           | AC Cesena     | (Serie A) | Stadio San Paolo (Naples)      | 12 janvier, 21h   |
| (Serie A) | AC Milan      | 2 - 1ap         | Novare        | (Serie A) | Stade Giuseppe-Meazza (Milan)  | 18 janvier, 21h   |
| (Serie A) | Inter Milan   | 2 - 1           | Genoa CFC     | (Serie A) | Stade Giuseppe-Meazza (Milan)  | 19 janvier, 21h   |

#### Détails des matchs
| 8 décembre 2011 | Juventus                         | 2 - 1 a.p. | Bologne FC  | Juventus Stadium, Turin                             |                                                     |
| 21h00 (CET)     | Giaccherini 90e · Marchisio 102e | (0 - 0)    | Raggi 90+6e | Spectateurs : 23 078 Arbitrage : Sebastiano Peruzzo | Spectateurs : 23 078 Arbitrage : Sebastiano Peruzzo |
| 21h00 (CET)     | Rapport                          |            |             | Spectateurs : 23 078 Arbitrage : Sebastiano Peruzzo | Spectateurs : 23 078 Arbitrage : Sebastiano Peruzzo |

| 13 décembre 2011 | US Palerme                                         | 4 - 4             | AC Sienne                                       | Stade Renzo-Barbera, Palerme                     |                                                  |
| 20h00 (CET)      | Iličič 39e (pen.), 46e, 90+1e (pen.) · Bertolo 98e | (1 - 2)           | Reginaldo 21e, 59e · González 40e · Ângelo 100e | Spectateurs : 6 489 Arbitrage : Andrea Gervasoni | Spectateurs : 6 489 Arbitrage : Andrea Gervasoni |
| 20h00 (CET)      | Rapport                                            |                   |                                                 | Spectateurs : 6 489 Arbitrage : Andrea Gervasoni | Spectateurs : 6 489 Arbitrage : Andrea Gervasoni |
| 20h00 (CET)      | Bollino · Iličič · Cetto                           | Tirs au but 0 - 3 | González · Pesoli · Ângelo                      | Spectateurs : 6 489 Arbitrage : Andrea Gervasoni | Spectateurs : 6 489 Arbitrage : Andrea Gervasoni |

| 10 janvier 2012 | SS Lazio Rome                          | 3 - 2   | Verona FC                         | Stade olympique de Rome, Rome                   |                                                 |
| 21h00 (CET)     | Dias 44e · Rocchi 57e · Hernanes 90+1e | (1 - 0) | Berrettoni 61e · D'Alessandro 74e | Spectateurs : 8 371 Arbitrage : Gianluca Rocchi | Spectateurs : 8 371 Arbitrage : Gianluca Rocchi |
| 21h00 (CET)     | Rapport                                |         |                                   | Spectateurs : 8 371 Arbitrage : Gianluca Rocchi | Spectateurs : 8 371 Arbitrage : Gianluca Rocchi |

| 11 janvier 2012 | Udinese       | 1 - 2   | Chievo Verona               | Stade Friuli, Udine            |                                |
| 17h30 (CET)     | Di Natale 84e | (0 - 1) | Sammarco 9e · Théréau 90+1e | Arbitrage : Sebastiano Peruzzo | Arbitrage : Sebastiano Peruzzo |
| 17h30 (CET)     | Rapport       |         |                             | Arbitrage : Sebastiano Peruzzo | Arbitrage : Sebastiano Peruzzo |

|             | AS Rome                      | 3 - 0   | AC Fiorentina | Stade olympique de Rome, Rome                    |                                                  |
| 20h45 (CET) | Lamela 53e, 66e · Borini 75e | (0 - 0) |               | Spectateurs : 16 320 Arbitrage : Andrea De Marco | Spectateurs : 16 320 Arbitrage : Andrea De Marco |
| 20h45 (CET) | Rapport                      |         |               | Spectateurs : 16 320 Arbitrage : Andrea De Marco | Spectateurs : 16 320 Arbitrage : Andrea De Marco |

| 12 janvier 2012 | SSC Naples              | 2 - 1   | AC Cesena   | Stadio San Paolo, Naples                        |                                                 |
| 21h00 (CET)     | Cavani 65e · Pandev 86e | (0 - 1) | Popescu 20e | Spectateurs : 28 082 Arbitrage : Daniele Doveri | Spectateurs : 28 082 Arbitrage : Daniele Doveri |
| 21h00 (CET)     | Rapport                 |         |             | Spectateurs : 28 082 Arbitrage : Daniele Doveri | Spectateurs : 28 082 Arbitrage : Daniele Doveri |

| 18 janvier 2012 | AC Milan                    | 2 - 1 a.p. | Novare          | Stade Giuseppe-Meazza, Milan                        |                                                     |
| 21h00 (CET)     | El Shaarawy 24e · Pato 100e | (1 - 0)    | Radovanović 88e | Spectateurs : 1 920 Arbitrage : Antonio Giannoccaro | Spectateurs : 1 920 Arbitrage : Antonio Giannoccaro |
| 21h00 (CET)     | Rapport                     |            |                 | Spectateurs : 1 920 Arbitrage : Antonio Giannoccaro | Spectateurs : 1 920 Arbitrage : Antonio Giannoccaro |

| 19 janvier 2012 | Inter Milan          | 2 - 1   | Genoa CFC   | Stade Giuseppe-Meazza, Milan                   |                                                |
| 21h00 (CET)     | Maicon 8e · Poli 50e | (1 - 0) | Birsa 90+2e | Spectateurs : 12 823 Arbitrage : Carmine Russo | Spectateurs : 12 823 Arbitrage : Carmine Russo |
| 21h00 (CET)     | Rapport              |         |             | Spectateurs : 12 823 Arbitrage : Carmine Russo | Spectateurs : 12 823 Arbitrage : Carmine Russo |

### Quarts de finale
Les matchs des quarts de finale se sont déroulés le mardi 24, mercredi 25 et jeudi 26 janvier 2012.
| Division  | Club          | Résultat | Club          | Division  | Lieu                                 | Date, heure       |
| --------- | ------------- | -------- | ------------- | --------- | ------------------------------------ | ----------------- |
| (Serie A) | Juventus      | 3 - 0    | AS Rome       | (Serie A) | Juventus Stadium (Turin)             | 24 janvier, 20h45 |
| (Serie A) | Chievo Verona | 0 - 1    | AC Sienne     | (Serie A) | Stade Marcantonio-Bentegodi (Vérone) | 25 janvier, 17h30 |
| (Serie A) | SSC Naples    | 2 - 0    | Inter Milan   | (Serie A) | Stadio San Paolo (Naples)            | 25 janvier, 20h45 |
| (Serie A) | AC Milan      | 3 - 1    | SS Lazio Rome | (Serie A) | Stade Giuseppe-Meazza (Milan)        | 26 janvier, 20h45 |

#### Détails des matchs
| 24 janvier 2012 | Juventus                                        | 3 - 0   | AS Rome | Juventus Stadium, Turin                     |                                             |
| 20h45 (CET)     | Giaccherini 6e · Del Piero 30e · Kjær 90e (csc) | (2 - 0) |         | Spectateurs : 38 498 Arbitrage : Luca Banti | Spectateurs : 38 498 Arbitrage : Luca Banti |
| 20h45 (CET)     | Rapport                                         |         |         | Spectateurs : 38 498 Arbitrage : Luca Banti | Spectateurs : 38 498 Arbitrage : Luca Banti |

| 25 janvier 2012 | Chievo Verona | 0 - 1   | AC Sienne  | Stade Marcantonio-Bentegodi, Vérone |                            |
| 17h30 (CET)     |               | (0 - 0) | Destro 54e | Arbitrage : Daniele Doveri          | Arbitrage : Daniele Doveri |
| 17h30 (CET)     | Rapport       |         |            | Arbitrage : Daniele Doveri          | Arbitrage : Daniele Doveri |

|             | SSC Naples             | 2 - 0   | Inter Milan | Stadio San Paolo, Naples                       |                                                |
| 20h45 (CET) | Cavani 53e, 66e (pen.) | (0 - 0) |             | Spectateurs : 27 265 Arbitrage : Domenico Celi | Spectateurs : 27 265 Arbitrage : Domenico Celi |
| 20h45 (CET) | Rapport                |         |             | Spectateurs : 27 265 Arbitrage : Domenico Celi | Spectateurs : 27 265 Arbitrage : Domenico Celi |

| 26 janvier 2012 | AC Milan                                    | 3 - 1   | SS Lazio Rome | Stade Giuseppe-Meazza, Milan                     |                                                  |
| 20h45 (CET)     | Robinho 15e · Seedorf 18e · Ibrahimović 84e | (2 - 1) | Cissé 5e      | Spectateurs : 7 520 Arbitrage : Andrea Gervasoni | Spectateurs : 7 520 Arbitrage : Andrea Gervasoni |
| 20h45 (CET)     | Rapport                                     |         |               | Spectateurs : 7 520 Arbitrage : Andrea Gervasoni | Spectateurs : 7 520 Arbitrage : Andrea Gervasoni |

### Demi-finales
Les matchs des demi-finales se joueront le mercredi 8 et jeudi 9 février 2012, les matchs retour se joueront le 21 mars 2012.
| Club      | Aller | Total | Retour | Club       |
| --------- | ----- | ----- | ------ | ---------- |
| AC Milan  | 1 - 2 | 3 - 4 | 2 - 2  | Juventus   |
| AC Sienne | 2 - 1 | 2 - 3 | 0 - 2  | SSC Naples |

#### Aller
| 8 février 2012 | AC Milan        | 1 - 2   | Juventus        | Stade Giuseppe-Meazza, Milan       |                                    |
| 20h45 (CET)    | El Shaarawy 62e | (0 - 0) | Cáceres 53e 83e | Arbitrage : Paolo Silvio Mazzoleni | Arbitrage : Paolo Silvio Mazzoleni |

| 9 février 2012 | AC Sienne                      | 2 - 1   | SSC Naples       | Stade Artemio-Franchi, Sienne |                             |
| 20h45 (CET)    | Reginaldo 42e · D'Agostino 66e | (1 - 0) | Pesoli 86e (csc) | Arbitrage : Andrea De Marco   | Arbitrage : Andrea De Marco |

#### Retour
| 20 mars 2012 | Juventus                    | 2 - 2 a.p. | AC Milan               | Juventus Stadium, Turin |  |
| 20h45 (CET)  | Del Piero 28e · Vučinić 96e | (1 - 0)    | Mesbah 51e · López 81e |                         |  |

| 21 mars 2012 | SSC Naples                        | 2 - 0   | AC Sienne | Stadio San Paolo, Naples |  |
| 20h45 (CET)  | Vergassola 10e (csc) · Cavani 31e | (2 - 0) |           |                          |  |

### Finale
La finale s'est déroulée le 20 mai 2012 au Stadio Olimpico de Rome. Elle aurait pu se faire le mercredi 23 mai 2012 si un des deux clubs finalistes de la coupe avait joué la finale de la Ligue des champions le samedi 19 mai 2012.
| 20 mai 2012 | Juventus | 0 - 2   | SSC Naples                     | Stadio Olimpico, Rome        |                              |
| 20h45 (CET) |          | (0 - 0) | 63e (pen.) Cavani · 83e Hamšík | Arbitrage : Christian Brighi | Arbitrage : Christian Brighi |